# Watertoren (Joure)
De watertoren in Joure is ontworpen door architect C.J. Wierda en gebouwd in 1928, omdat de watertoren van Heerenveen niet voldoende was om het waterleidingnet op druk te houden.
De watertoren heeft een hoogte van 30,3 meter, een waterreservoir van 150 m3 en bestaat uit een betonskelet met daartussen baksteen.
De toren, in 1956 gerestaureerd, is tot 1987 in gebruik geweest en werd in 1990 omgebouwd tot woonhuis. Momenteel is de watertoren bewoond.
Akkrum · 
Bolsward ·
Dokkum ·
Drachten ·
Franeker ·
Harlingen ·
Heerenveen ·
Hoorn Terschelling ·
Joure ·
Leeuwarden 
(Groningerstraatweg · Schrans) ·
Lippenhuizen ·
Schiermonnikoog ·
Sint Jacobiparochie ·
Sneek